# قهوه اسپشیالیتی
قهوه اسپشیالیتی یا قهوه تخصصی اصطلاحی برای بالاترین درجه قهوه موجود است که معمولاً به کل زنجیره تأمین مربوط می‌شود و از قهوه تک خاستگاه یا تک استیت استفاده می‌کند. این اصطلاح اولین بار در سال ۱۹۷۴ توسط ارنا کنوتسن در شماره‌ای از مجله تجارت چای و قهوه استفاده شد. کنوتسن از قهوه تخصصی برای توصیف دانه‌هایی با بهترین طعم استفاده کرد که در محیط‌های کوچک خاص تولید می‌شوند.
قهوه تخصصی مربوط به مزرعه‌داران و صنعتگرانی است که به ویژه در سراسر منطقه آمریکا شمالی، تحت عنوان موج سوم قهوه شناخته می‌شود. این اصطلاح به تقاضای مدرن برای قهوه با کیفیت استثنایی، هم در مقوله پرورش و هم آماده‌سازی با استانداردهای بسیار بالاتر از حد متوسط، اشاره دارد.

## تعریف
تعریفی که به‌طور گسترده برای قهوه تخصصی پذیرفته شده است، قهوه با امتیاز ۸۰ یا بالاتر در مقیاس ۱۰۰ امتیازی است که در فرم کاپینگ قهوه تخصصی استفاده می‌شود. قهوه با امتیاز از ۹۰ تا ۱۰۰ دارای درجه‌بندی ممتاز است، قهوه‌ای که امتیاز ۸۵–۸۹٫۹۹ دارد در دسته عالی است، در حالی که قهوه با امتیاز ۸۰ تا ۸۴٫۹۹ درجه بسیار خوب دارد.
انجمن تخصصی قهوه دارای یک سری مشخصات دقیق تر است (SCA اتحادیه انجمن قهوه تخصصی آمریکا (SCAA) و اروپا (SCAE) است). SCA استانداردهایی را برای قهوه تخصصی در هر مرحله از تولید قهوه تعیین می‌کند، از جمله می‌توان به نقص‌های مجاز در دانه‌های سبز، استانداردهای آب و قدرت دم‌کردن اشاره کرد. SCA همچنین استانداردهای واضحی را در مورد فرایند درجه‌بندی قهوه تعیین می‌کند. حداقل شرط لازم برای قهوه تخصصی تعداد عیوب است: برای اینکه قهوه‌ای تخصصی در نظر گرفته شود باید در هر ۳۵۰ گرم (۱۲ اونس) از دانه های آسیاب شده باید ۰ تا ۵ عیب داشته باشد.
اگرچه مطابق با سازمان‌های بین‌المللی متفاوت تعاریف مختلفی از قهوه تخصصی وجود داشته، اما مجموعه‌ای از حداقل سه الزام که مورد قبول عموم است وجود دارد: قهوه باید دستچینی از دانه‌های رسیده برگزیده باشد، امتیاز ش برابر ۸۰ یا بالاتر باشد و حداکثر ۵ نقص در هر ۳۵۰ گرم (۱۲ اونس) داشته باشد.
بسیاری از سازمان‌ها و فعالان در تلاش هستند تا شاخص‌های زیست‌محیطی و اجتماعی دقیقی را در تعریف و درجه‌بندی قهوه تخصصی لحاظ کنند. به عنوان مثال، زیست‌شناس جورجیو پیراکی، رئیس سازمان غیردولتی پرویی ۷عنصر و تولیدکننده اولین قهوه تخصصی تولید شده با استفاده از اصول و قواعد کشت پایا، استدلال می‌کند که «نیاز فوری به تعریف مجدد مفهوم کیفیت و گنجاندن مؤلفه‌های محیطی و اجتماعی-اقتصادی در سطح تولید و توزیع در آن، وجود دارد». با توجه به دیدگاه او، «صبحت دربارهٔ قهوه‌ای «عالی» اگر با استفاده از آفت‌کش‌های مضر، کودها یا تکنیک‌های کشاورزی تأثیرگذار بر محیط‌زیست تولید شده باشد، منطقی نیست»؛ به همین ترتیب، «اگر یک فنجان قهوه به لطف اشکال مدرن برده‌داری و استثمار انسان‌ها تولید شده باشد، چگونه می‌توان در مورد برتری آن صحبت کرد؟»
اغلب مواضع مشابه توسط فرناندو مورالس د لا کروز، روزنامه‌نگار و بنیان‌گذار سازمان قهوه برای تغییر تبلیغ می‌شود، که علیه استفاده از کار کودکان در صنعت قهوه مبارزه می‌کند. همچنین این روزنامه‌نگار در زمینه نشان دادن چگونگی استفاده از سیستم برچسب گذاری "تجارت منصفانه" علیرغم شرایط اقتصادی ضعیف و ناعادلانه برای کشاورزان، بسیار فعال است. در مصاحبه اخیر، در جلسه استماع پارلمان اروپا در مورد کار کودکان در کاکائو و قهوه، آنگه آبوآ، خبرنگار رویترز در غرب و مرکز آفریقا گفت: "گواهینامه‌های تجارت منصفانه، یوتی‌زد و رینفارست الاینس بزرگترین کلاهبرداری قرن هستند!". مورالس د لا کروز اظهار داشت که "این غیرقابل قبول و غیرقانونی است که هفتاد سال پس از امضای اعلامیه جهانی حقوق بشر، که قهوه، چای و کاکائو "تجارت منصفانه" اروپا با کار برده و کودک کشت شود. اتحادیه اروپا بزرگ‌ترین واردکننده قهوه در جهان است. در سال ۲۰۱۹، مبلغ پرداختی اروپا به کشت کنندگان فقیر قهوه ۷۵ درصد کمتر از سال ۱۹۸۳ بوده است.

## مکان‌های رشد
به‌طور کلی، قهوه در «کمربند دانه»، بین مناطق استوایی سرطان و برج جدی، که دارای آب و هوای استوایی مورد نیاز برای رشد درختان است، کشت می‌شود. قهوه تخصصی معمولاً در سه قاره آمریکای جنوبی و مرکزی، آسیا و آفریقا کشت می‌شود.
گران‌ترین قهوه تخصصی جهان، قهوه گیشا از کشور پاناما است که به قیمتی بیش از US$۱٬۸۰۰ بر کیلوگرم (US$۸۰۰ بر پوند) به فروش می‌رسد.

## مصرف قهوه تخصصی
در استرالیا و نیوزلند، قهوه تخصصی به عنوان جریان اصلی در نظر گرفته می‌شود. این شاید تا حدی به دلیل سابقه طولانی مصرف اسپرسو باشد، که توسط مهاجرت‌های بزرگ ایتالیایی‌ها و یونانی‌ها در اواسط قرن بیستم به آن دامن زده است.
در حالی که قهوه تخصصی در آمریکای شمالی به ندرت در زنجیره‌های اصلی قهوه ارائه می‌شود، موج سوم قهوه منجر به افزایش قابل توجهی در مصرف قهوه تخصصی شده است. کافه‌های مستقل، «سبک استرالیایی» یا کافه‌های صنعت‌گر در چندین شهر افتتاح شده‌اند. در یک گزارش SCAA تخمین زده شده که ایالات متحده دارای ۲۹۳۰۰ کافی شاپ تخصصی در سال ۲۰۱۳ بوده که ۲۸۵۰ مورد نسبت به سال ۱۹۹۳ افزایش داشته است.
اروپا در حال حاضر یک بازار عمده قهوه است که ۳۰ درصد مصرف جهانی را به خود اختصاص داده است، اما شاهد رشد تقاضا برای قهوه تخصصی است در حالی که تقاضای کلی ثابت مانده است. در سال ۲۰۱۶، قهوه تخصصی با رشد ۹٫۱ درصدی از سال ۲۰۱۴ تا ۲۰۱۵، سریع‌ترین رشد را در دسته رستوران‌های بزرگ اروپا داشت. اروپای غربی شاهد رشد ویژه ۱۰٫۵ درصدی در بازار کافه‌های تخصصی بود، در حالی که صنعت قهوه به‌طور کلی شاهد ۱٫۵ درصد افت بود که شاید به دلیل سابقه طولانی‌تر مصرف قهوه باشد. در سال ۲۰۲۱، منطقه اروپا با سهم ۴۶٫۲۱ درصدی از درآمد، به عنوان بزرگ‌ترین بازار برای بازار جهانی قهوه تخصصی ظاهر شد.
پیش‌بینی می‌شود آسیا با بیش از ۳٫۷ میلیارد دلار رشد ارزش جدید از سال ۲۰۱۶ تا ۲۰۲۰، به زودی بزرگ‌ترین مصرف‌کننده قهوه تخصصی در جهان باشد. با وجود اینکه آسیا به‌طور سنتی تحت سلطه مصرف چای است، اکنون یافتن کافی شاپ‌های تخصصی در بسیاری از شهرهای کره، چین و ژاپن آسان است. روند رو به رشد مصرف قهوه در آسیا، به ویژه در چین، به دلیل درک قهوه به عنوان یک تجربه و نه صرفاً یک نوشیدنی است. در حالی که طعم قهوه همچنان در مرکز قرار دارد، رسانه‌های اجتماعی تمرکز مصرف‌کنندگان را به سمت معنای نمادین نوشیدن قهوه به عنوان نمایشی از سبک زندگی تغییر داده است.
همچنین مصرف قهوه در کشورهایی که به‌طور سنتی عامل کشت قهوه محسوب می‌شوند نیز افزایش یافته است. مصرف کلی قهوه برزیل در سال ۲۰۱۴، با ۲۱ میلیون کیسه نزدیک به مصرف آمریکا با ۲۳٫۴ میلیون کیسه بوده است. محبوبیت قهوه تخصصی در گواتمالا نیز در حال افزایش است.
در قطر و مابقی منطقه خلیج فارس، مصرف قهوه تخصصی از اواسط دهه ۲۰۱۰ به تدریج افزایش یافته و به یک صنعت شکوفا مبدل شده است. توجه به قهوه تخصصی بسیار متمایز از کهوه العربیه سنتی است که قبلاً حضور قابل توجهی در بازارهای این منطقه داشته است.
بخش قهوه تخصصی در مسیر صعودی قرار دارد و انتظار می‌رود ارزش بازار آن تا سال ۲۰۳۰ به ۱۵۲٫۶۹ میلیارد دلار برسد. این تحت تأثیر عواملی مانند افزایش ترجیح نسبت به مصرف قهوه با کیفیت بالا و افزایش تأکید بر پایداری است.
1. ↑  "What is Specialty Coffee?". Specialty Coffee Association (به انگلیسی). Retrieved 2019-08-26.
2. 1 2  Gibson, Mike (2018-08-13). "Everything you need to know about speciality coffee". Foodism (به انگلیسی). Retrieved 2019-08-26.
3. 1 2  "Celebrating Erna Knutsen's Specialty Coffee". 25 Magazine: Issue 6. SCA News. Retrieved 2019-08-26.
4. 1 2 3  Malkin, Elisabeth (2017-07-25). "The Hot New Thing in Guatemala, Land of Coffee? It's Coffee". The New York Times (به انگلیسی). ISSN 0362-4331. Retrieved 2019-08-26.
5. ↑  "How are your benefits changing under the unified organization?". Specialty Coffee Association (به انگلیسی). Retrieved 2019-08-26.
6. ↑  "Coffee Standards". Specialty Coffee Association (به انگلیسی). Retrieved 2019-08-26.
7. ↑  "The Seven Elements | Indigenous permaculture from peruvian cloud forest".
8. ↑  "Coffee & TV - Puntata N° 5 - Giulia Berdardelli e Giorgio Piracci". Spreaker (به انگلیسی). Retrieved 2020-08-18.
9. ↑  "Fernando Morales-de la Cruz". www.facebook.com (به انگلیسی). Retrieved 2020-08-18.
10. ↑  "Fernando Morales-de la Cruz". www.facebook.com (به انگلیسی). Retrieved 2020-08-18.
11. ↑  "Elida Estate Geisha Natural breaks Best of Panama auction record at US$803 per pound | Global Coffee Report". gcrmag.com (به انگلیسی). Retrieved 2019-08-26.
12. ↑  Davies, Shaun (2016-06-01). "'Hipster coffee' gets Australia hot and frothing" (به انگلیسی). Retrieved 2019-08-26.
13. ↑  Plummer, Todd (2018-01-01). "How Australian Coffee Took Over—And Why New Zealand Coffee Could Be Next". Vogue (به انگلیسی). Retrieved 2019-08-26.
14. 1 2  Milkman, Arielle (2016-02-19). "Australian Coffee Culture Is Inspiring a New Wave of American Cafes". Eater. Retrieved 2019-08-26.
15. ↑  Rodbard, Matt (2017-04-06). "Well-Made Coffee Migrates to Midtown Manhattan". The New York Times (به انگلیسی). ISSN 0362-4331. Retrieved 2019-08-26.
16. ↑  "Second Cup launches new look | The Star". thestar.com (به انگلیسی). Retrieved 2019-08-26.
17. 1 2  "Specialty Coffee Association of America". www.scaa.org. Retrieved 2019-08-26.
18. 1 2  "What is the demand for coffee in Europe? | CBI - Centre for the Promotion of Imports from developing countries". www.cbi.eu. Retrieved 2019-08-26.
19. 1 2  "Coffee Shops Around the World: Three Key Insights for 2016". Market Research Blog (به انگلیسی). 2016-04-10. Retrieved 2019-08-26.
20. ↑  "Specialty Coffee Market Size by Grade, Application, Regions, Global Industry Analysis, Share, Growth, Trends, and Forecast 2022 to 2030". www.thebrainyinsights.com/. Retrieved 2019-08-26.
21. ↑  "Growth and development of the coffee culture in the Asian market". Comunicaffe International (به انگلیسی). 2018-07-02. Retrieved 2019-08-26.
22. ↑  Xu, Xinyue; Ng, Aaron Yikai (2023-08-18). "Cultivation of new taste: taste makers and new forms of distinction in China's Coffee Culture". Information, Communication & Society (به انگلیسی). 26 (11): 2345–2362. doi:10.1080/1369118X.2022.2085616. ISSN 1369-118X.
23. ↑  Editorial (2016-12-08). "A Specialty Coffee Shop Tour of Guatemala". Perfect Daily Grind. Retrieved 2019-08-26.
24. ↑  Tark, Sunghee. "Understanding The Middle East's Flourishing Coffee Market". Perfect Daily Grind. PDG. Retrieved 26 September 2022.
25. ↑  "Qatar Coffee Market (2020-2026)". 6w Research. 6w Research. Retrieved 26 September 2022.
26. ↑  "The Trends and Future of Specialty Coffee". Specialty Kava Slovenia. Retrieved 2025-01-09.